# 奇卡拉
奇卡拉（義大利語：Cicala），是意大利卡坦扎罗省的一个市镇。总面积9平方公里，人口994人，人口密度110.4人/平方公里（2009年）。ISTAT代码为079030。